# William Stephenson
William Stephenson (Kingston upon Hull, 19 april 1889 - aldaar, 19 augustus 1953) was een Brits ontdekkingsreiziger.

## Biografie
Stephenson werkte als stoker op de Endurance-expeditie van Ernest Shackleton in 1914. De expeditie strandde op Elephanteiland, waar de expeditieleden vier maanden later konden gered worden. Na de expeditie werd Stephenson onderscheiden met de Polar Medal.
Hij overleed in 1953 op 64-jarige leeftijd.